# Carduus lusitanicus
Carduus lusitanicus é uma espécie de planta com flor pertencente à família Asteraceae. Trata-se de uma espécie hemicriptófita e terófita.
A espécie foi descrita por Georges C. Chr. Rouy e publicada em Illustrated Plants of Europe, sub pl. 437.
Não se encontra protegida por legislação portuguesa ou da Comunidade Europeia.

## Distribuição
Trata-se de uma espécie nativa de Espanha e Portugal Continental.

## Sinonímia
Segundo o The Plant List, esta espécie tem os seguintes sinónimos:
- Carduus broteroi (Mariz) Welw. ex Cout.
- Carduus lusitanicus subsp. broteroi (Welw. ex Mariz) Devesa & Talavera
- Carduus lusitanicus subsp. santacreui Devesa & Talavera
- Carduus medius var. broteroi Welw. ex Mariz
- Carduus micropterus subsp. broteroi (Welw. ex Cout.) Kazmi

## Subespécies
O Euro+Med Plantbase indica a existência das seguintes subespécies, fora a subespécie-tipo (Carduus lusitanicus subsp. lusitanicus):
- Carduus lusitanicus subsp. broteroi (Mariz) Devesa & Talavera
- Carduus lusitanicus subsp. santacreui Devesa & Talavera

A subespécie-tipo é um endemismo da Península Ibérica, e a primeira subespécie listada após ela é um endemismo de Portugal Continental.